# Сітно (Бидґозький повіт)
Сітно (пол. Sitno, нім. Schütten) — село в Польщі, у гміні Сіценко Бидґозького повіту Куявсько-Поморського воєводства.
Населення — 87 осіб (2011).
У 1975-1998 роках село належало до Бидгощського воєводства.

## Демографія
Демографічна структура станом на 31 березня 2011 року:
|          | Загалом | Допрацездатний вік | Працездатний вік | Постпрацездатний вік |
| -------- | ------- | ------------------ | ---------------- | -------------------- |
| Чоловіки | 40      | 7                  | 26               | 7                    |
| Жінки    | 47      | 9                  | 30               | 8                    |
| Разом    | 87      | 16                 | 56               | 15                   |